# 乾燥的宣敘調
乾燥的宣敘調（義大利語：recitativo secco)，又名無伴奏宣敘調或乾宣敘調，是常見於巴羅克到古典時期的歌剧和神劇中，較詠嘆調少音樂性
無伴奏宣敘調並非只讓歌手清唱，而是一旁有数字低音（風琴或大鍵琴、大提琴）伴奏，多用於陳述故事使故事劇情進行（交代故事）

## 應用
在神劇中，其主要特點，只唱不演，角色有福音史家（或稱之述事者，英文：Evangelist ） 故事述說著記載於經文的事件，再由次要角色（如耶穌、猶大……）發揮情感，之後再接詠嘆調，如巴赫的聖誕神劇，和巴赫的马太受难曲
在歌劇中，喜歌劇或詼諧歌劇，如羅西尼的塞維亞的理髮師，乾宣敘調的部分占約全劇二分之一，而莫札特的費加洛的婚禮，則占約三分之一，而唐喬凡尼的乾宣敘調比例較費加洛婚禮少一些
義式正歌劇中也占很中的比重，在19世紀後，伴奏宣敘調受到流行，之後宣敘調的分量才由此二種分攤如格奥尔格·弗里德里希·亨德尔的林納多和薛西斯。